# Silvia Walz
Silvia Walz (Gelsenkirchen, Alemanya, 1965) Joiera contemporània i professora de Projectes de Joieria a l'Escola Massana de Barcelona des de 1994. Premi Internacional Amber Biennal, Frombork (Polonia) 2007.
Des de l'any 2008, coordina el projecte de "Joyas Sensacionales" al Taller Perill de Barcelona. Entre 1996 i 1998 Membre d'artista-grup Asaco, Vilanova i la Geltrú. Estudià a l'escola Massana. Alla va conèixer a Ramon Puig Cuyàs, professor de l'escola, i es va quedar. Des de llavors comparteix vida i professió.. Diplomada a la Fh,de Hildesheim (Alemanya), on estudià durant els anys 1984-1990.
Des de 1991 ha participat en exposicions individuals a nombroses galeries nacionals i internacionals, i algunes de les seves joies formen part del Museu d'Arts Decoratives de Barcelona, del Muzeum Ceského Ráje v Turnove (Turnov), de la Helen Drutt Collection a Philadelphia (USA) i de la Pahlman-Collection de Hèlsinki (Finlàndia).

## Obra
Les seves peces, en conjunt, són vestigis d'una història de vida, igualment viscuda com un Temps-Un altre, en un lloc que s'ha transformat en Espai-Un altre. Per aquesta via, ensenya l'evolució de la seva obra com un procés artístic sense final a la vista. Les matèries i les tècniques, es fan vestigis tangibles, per tant, vius, en aquest mateix temps-Un altre. Si cada tècnica té també una història, una ruta amb regles pròpies, Silvia Walz les explora, desafiant convencions. Fent conjugacions, experimentant, inventa fins a fer-les expressives, a través d'una poètica múltiple. Com tot l'art contemporani, les seves peces exigeixen d'un exercici intel·lectual per comprendre les seves intencions creatives i comunicatives.
Les seves joies, són respostes a preguntes que es fa. Treballa sense un concepte concret al cap, una nova sèrie comença quan l'avorreix la que estava fent abans.
Compon, descompon, mou, canvia i intercanvia, i a poc a poc van apareixent petits personatges que li expliquen petites històries. 
Juga amb les formes, objectes, o amb tot allò que troba damunt la taula, capaços d'explicar la seva història sense necessitat de les paraules, tan surrealistes com reals. Les seves peces no deixen de ser la cerca d'una identitat tant comuna, com pròpia.

## Publicacions
- WALZ, SILVIA (COORD.) Joyas sensacionales 2008. Taller Perill. Consulta libri e progetti.
- WALZ, SILVIA. Lo olvidado. Consulta libri e progetti, 2009.
- WALZ, SILVIA (COORD. Casitecturas.  Barcelona, Elisa Pelladcani, 2009.
- WALZ, SILVIA. Lo peligroso. Barcelona, Elisa Pelladcani, 2009.
- WALZ, SILVIA (COORD.) Joyas sensacionales. Taller Perill 2009-2010. Lo lejano - lo cercano / lo banal - lo profundo. Barcelona, Elisa Pelladcani, 2010.